# Romain De Loof
Romain De Loof (Eeklo, 6 maart 1941) is een Belgisch voormalig wielrenner. Hij was gespecialiseerd in de stayeren en de achtervolging. Hij nam eenmaal deel aan de  Olympische Spelen en veroverde drie wereldtitels in de halve fond. Na zijn actieve carrière werd hij sportdirecteur.

## Loopbaan
De Loof nam in 1960 deel aan de Olympische Spelen in Rome. Hij werd met de Belgische ploeg uitgeschakeld in de eerste ronde van de ploegenachtervolging. Hij werd in 1962 en 1963 wereldkampioen halve fond. 
In 1966 werd De Loof ook bij de beroepsrenners wereldkampioen halve fond. Hij won samen met Rik Van Steenbergen in 1965 de zesdaagse van Madrid en met Peter Post in 1969 de zesdaagses van Rotterdam en Amsterdam.
De Loof was ook actief op de weg. Hij liep in 1970 tijdens Gent-Wevelgem een zware breuk op. In 1975 stopte hij met wielrennen en werd sportdirecteur bij Ebo-Cinzia en Marc-Zeepcentrale. Na zes seizoenen stopte hij ook daarmee.

## Erelijst

### Baan
| Jaar           | BK                                             | EK                    | WK       | Overige                                    |
| Amateurs       | Amateurs                                       | Amateurs              | Amateurs | Amateurs                                   |
| -------------- | ---------------------------------------------- | --------------------- | -------- | ------------------------------------------ |
| 1959           | Achtervolging                                  |                       |          |                                            |
| 1960           | Achtervolging                                  |                       |          | Olympische Spelen: 9e ploegenachtervolging |
| 1961           | Achtervolging · Omnium · Ploegkoers            |                       |          |                                            |
| 1962           | Ploegkoers · Achtervolging · Stayeren · Omnium |                       | Stayeren |                                            |
| 1963           | Ploegkoers · Derny · Stayeren · Omnium         |                       | Stayeren |                                            |
| Beroepsrenners |                                                |                       |          |                                            |
| 1964           | Achtervolging                                  |                       |          |                                            |
| 1965           | Stayeren · Stayeren (winter)                   |                       | Stayeren |                                            |
| 1966           | Derny                                          |                       | Stayeren |                                            |
| 1967           | Stayeren · Derny                               | Stayeren · Ploegkoers | Stayeren |                                            |
| 1968           | Derny                                          | Stayeren              |          |                                            |
| 1969           | Derny · Omnium · Ploegkoers                    |                       |          | 2 daagse van Aarhus                        |
| 1970           | Derny · Ploegkoers                             | Derny                 |          |                                            |
| 1971           |                                                |                       |          |                                            |
| 1972           |                                                |                       |          |                                            |
| 1973           | Stayeren                                       |                       |          |                                            |
| 1974           | Stayeren                                       | Stayeren              |          |                                            |

### Zesdaagsenoverwinning
| Jaar | Zesdaagse van | Partner             | Resultaat |
| ---- | ------------- | ------------------- | --------- |
| 1965 | Madrid        | Rik Van Steenbergen | Goud      |
| 1965 | Montréal      | Horst Oldenburg     | Brons     |
| 1967 | Amsterdam     | Sigi Renz           | Brons     |
| 1969 | Rotterdam     | Peter Post          | Goud      |
| 1969 | Amsterdam     | Peter Post          | Goud      |
| 1970 | Milaan        | Fritz Pfenninger    | Brons     |

### Weg
1964
- Wettingen

1965
- Koksijde

Wielerploegen van Romain De Loof
Andries ·
Bocklant ·
Boonen ·
Borra ·
Boucquet ·
Brands ·
Colmenarejo ·
E. Coppens ·
R. Coppens ·
Couchez ·
Covent ·
De Pré ·
Dekkers ·
D. Delameilleure ·
G. Delameilleure ·
De Loof ·
A. Desmet ·
W. Desmet ·
Foré ·
G. García ·
H. García ·
Gómez del Moral ·
Gonzales ·
Henckaerts ·
Heuvelmans ·
Jiménez ·
Jongen ·
Lauwers ·
Lenaers ·
Mangeas ·
Mayoral ·
Mendiburu ·
Nijdam ·
Oellibrandt ·
Ongenae ·
Peelen ·
Planckaert ·
Quesada ·
Roman ·
Rosa ·
Samyn ·
Sánchez ·
Segu ·
Sels ·
Sivilotti ·
Soler ·
Stevens ·
Suárez ·
Suñé ·
Tortellá ·
Tous ·
Van den Broeck ·
Van Der Vloet · 
Van Holsbeke · 
Van Tongerloo ·
Vandecaveye · 
Vandenberghe ·
Vanhoutte
Andries ·
Aper ·
Binggeli ·
Blockx ·
Bocklant ·
Boonen ·
Boucquet ·
Brands ·
Cooreman ·
Corstjens ·
Couchez ·
De Loof ·
E. Demunster · 
L. Demunster ·
De Neef ·
Deloof ·
Deville ·
Dujardin ·
Eeckhout ·
Esprit ·
Eugen ·
Everaerts ·
Foré ·
Gekière ·
Gevaert ·
Goots ·
Haelterman ·
Haven ·
Heuvelmans ·
Hoevenaars ·
Jongen ·
Lauwers ·
Lenaers ·
Meert ·
Nolmans ·
Ongenae ·
Peelen ·
Planckaert ·
Post ·
Reybrouck ·
Roman ·
Rüegg ·
Samyn ·
Marcel Seynaeve ·
Michel Seynaeve ·
Suárez ·
Thull ·
Vandenberghe ·
Van Der Vloet ·
Van Poucke ·
Van Tongerloo ·
Vanclooster · 
L. Van Damme · 
R. Van Damme ·
Vandecaveye ·
Vanden Berghen ·
Vanhevel ·
Vanneste ·
van de Ven ·
Vannitsen ·
Vrancken · 
Vyncke ·
van der Vleuten ·
Zilverberg
Andries ·
Baudeweijns ·
Beheydt ·
Blockx ·
Bocklant ·
Boonen ·
Boons ·
Bosmans ·
Boucquet ·
Brands ·
Claes ·
Corstjens ·
Couchez ·
De Loof ·
Demunster (vanaf 14/06) · 
De Pré ·
De Wilde ·
Delameilleure ·
Delefortrie ·
Eeckhout ·
Esprit ·
Eugen ·
Everaerts ·
Foré ·
Frennet ·
Gaelens ·
Gekière ·
Gevaert ·
Gomes de Carvalho ·
Goots ·
Haelterman ·
Haven ·
Hoogewijs ·
Hoskens (vanaf 18/08) ·
Houbrechts ·
Huygens ·
R. Joosen ·
M. Joosen ·
Kindermans ·
Lauwers ·
Lenaers ·
Leijten ·
Meert ·
Miele ·
Molenaers ·
Nolmans ·
Ongenae ·
Planckaert ·
Post ·
Reybrouck ·
Roman ·
Samyn ·
Schütz ·
Sersté ·
Steyaert ·
Thomaes ·
Van De Rijse (vanaf 09/06) ·
Vandenberghe ·
Van Haverbeke ·
Van Loo ·
Van Poucke ·
Van Tongerloo ·
Van Vlierberghe ·
Van Wynsberghe ·
Vanclooster · 
Van Damme ·
Vandromme ·
Vanheste (vanaf 16/05) ·
Vanhevel ·
van de Ven ·
Vergauwe ·
Vermaelen ·
H. Vrancken ·
R. Vrancken · 
Vyncke ·
van der Vleuten
Blockx ·
Callens (vanaf 13/08) ·
Capiau (vanaf 19/08) ·
Coppens ·
Cornet (vanaf 04/09) ·
Coulon (vanaf 04/12) ·
G. David ·
W. David ·
De Block (vanaf 29/05) ·
De Loof ·
De Marteleire ·
Demunster ·
Decan ·
Dedeckere ·
Delaere ·
Donie ·
Foré ·
Furnière ·
Geirland ·
Godefroot ·
Gosselin (vanaf 05/06) ·
Hellebuyck (vanaf 13/08) ·
Hemeryck (vanaf 25/07) ·
Holst (vanaf 09/08) ·
Houbrechts ·
Hutsebaut (vanaf 26/08) ·
Kegels ·
Leman ·
Maes ·
Mahieu (vanaf 27/03) ·
Messelis (vanaf 24/09) ·
Monteyne ·
Nassen ·
Rasson ·
Seeuws ·
Smissaert ·
Sohier ·
Van Audenaerde ·
Van Damme ·
Van de Vijver ·
Van Den Berghe ·
Van Espen ·
Vanclooster ·
Vandromme ·
Vanhoutte ·
Vrancken
Blockx ·
Bodart ·
Campadelli ·
Capiau ·
Clauwaert ·
Coppens ·
Corneillie ·
Coulon ·
Crapez (vanaf 24/09) ·
G. David ·
W. David ·
De Block ·
De Boever ·
De Loof ·
De Pauw ·
E. De Vlaeminck ·
R. De Vlaeminck (vanaf 02/03) ·
De Winter (tot 01/06) ·
Dedeckere ·
Donie ·
Furnière ·
Germain (vanaf 17/02) ·
Gilmore ·
Godefroot ·
Gorez ·
Gosselin ·
Hemeryck ·
Holst ·
Houbrechts ·
Hutsebaut ·
Jarolewski ·
Leman ·
Lievens (vanaf 29/09) ·
Mahieu ·
Messelis ·
Monseré ·
Monteyne ·
Nassen ·
Ongenae (vanaf 28/07) ·
Thoma ·
Van Damme ·
Van de Vijver ·
Van Den Bempt (vanaf 01/04) ·
Van Den Berghe (vanaf 31/03) ·
Van Espen ·
Van Parijs (vanaf 30/09) ·
Vanclooster ·
Vande Moortel ·
Vandromme ·
Vanhoutte ·
Zwaenepoel (vanaf 18/08)
Beugels ·
Blockx ·
Bodart ·
Bravenboer (vanaf 01/08) ·
Clauwaert ·
Corneillie ·
Coulon ·
G. David ·
W. David ·
De Boever ·
De Loof ·
E. De Vlaeminck ·
R. De Vlaeminck ·
Devos (vanaf 01/08) ·
Dierickx ·
Dubois ·
Hemeryck ·
Hutsebaut ·
Leman ·
van Leeuwen (vanaf 01/08) ·
Lievens ·
Loevesijn ·
Loysch (vanaf 01/08) ·
Mahieu ·
Mendes (vanaf 01/03) ·
Meyhi ·
Monseré  ·
Nassen ·
Ongenae ·
Silva (vanaf 01/03) ·
Staes (vanaf 01/09) ·
Van Damme ·
Van de Vijver · 

Van der Slagmolen (vanaf 01/08) ·
Vanmarcke (vanaf 01/08) ·
Verplancke (vanaf 01/08) ·
Zoet ·
Zoetemelk
1971: Geen ploeg, individueel actief
Andrade ·
Baert ·
Claes ·
David ·
De Clercq ·
De Guchtenaere (vanaf 01/07) ·
De Loof ·
De Muynck ·
De Vlaeminck ·
Demeyer ·
Dierckx ·
Dierickx ·
Dolman ·
Eyers ·
Hemeryck (vanaf 31/03) ·
Hordijk ·
Janssen ·
Knockaert ·
de Koning ·
L'hoest ·
Maertens ·
Martens ·
Mendes ·
van Midden ·
Pereira ·
Sersté ·
Van Damme ·
Van De Wiele · 
Van der Slagmolen ·
Van Neste ·
Van Olmen ·
Vanmarcke ·
Vermote ·
Verplancke ·
Zoetemelk